# Ford Maverick (1969)
Ford Maverick – samochód osobowy klasy średniej produkowany pod amerykańską marką Ford w latach 1969–1979.

## Historia i opis modelu

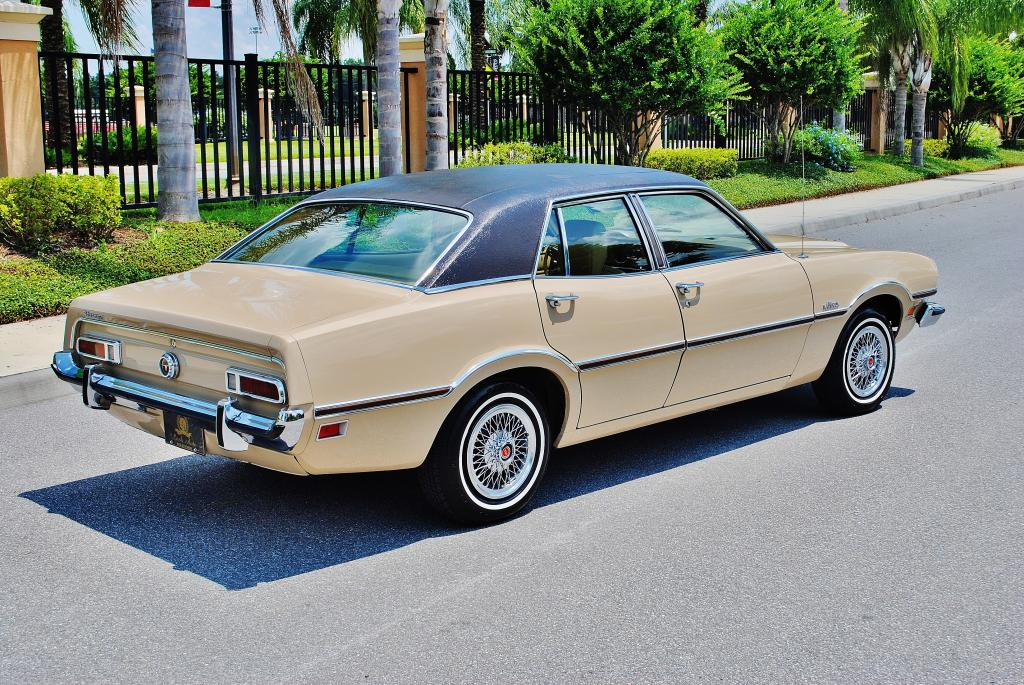
Ford Maverick - tył

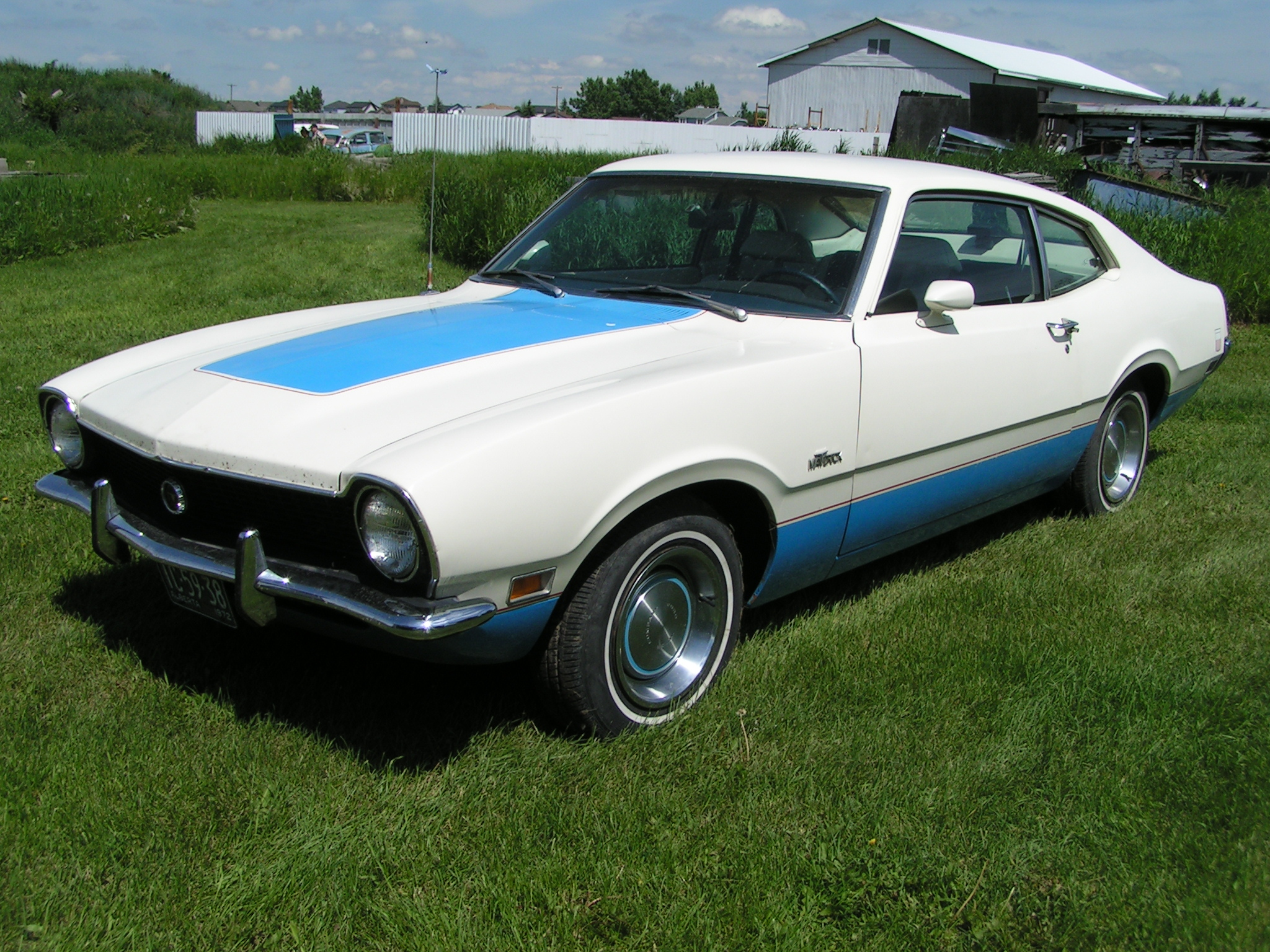
Ford Maverick Coupe

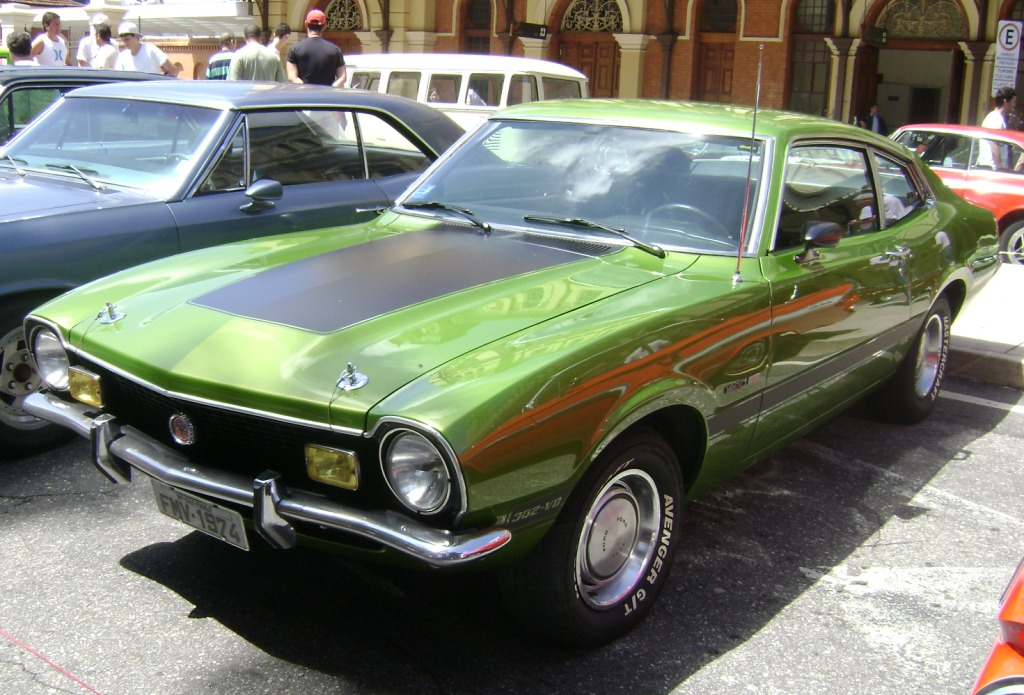
brazylijski Ford Maverick

Wiosną 1969 roku północnoamerykański oddział Forda przedstawił nowy średniej wielkości model jako następcę pojazdu Falcon. Maverick dostępny był jako 2-drzwiowe coupé, 4-drzwiowy sedan oraz 5-drzwiowe kombi. Do napędu używano silników R6 oraz V8 o pojemnościach od 2,8 do 4,9 litra. Moc przenoszona była na oś tylną poprzez 3-biegową manualną lub automatyczną skrzynię biegów. Produkcja trwała 8 lat, a w 1977 roku przedstawiono zbudowanego od podstaw następcę o nazwie Fairmont. Dwa lata wcześniej następcą modelu była Granada.

### Brazylia
W 1973 roku brazylijski oddział Forda rozpoczął lokalną produkcję modelu Maverick, która trwała przez kolejne 6 lat, do 1979 roku. Różnice wizualne względem amerykańskiego odpowiednika były minimalne, obejmując jedynie inną atrapę chłodnicy.

### Silniki
- L6 2.8l Thriftpower Six
- L6 3.3l Thriftpower Six
- L6 4.1l Thriftpower Six
- V8 5.0l

### Dane techniczne (R6 2.8)
- R6 2,8 l (2782 cm³), 2 zawory na cylinder, OHV
- Układ zasilania: gaźnik Carter 9510 D2DF-AA
- Średnica cylindra × skok tłoka: 88,90 mm × 74,70 mm
- Stopień sprężania: 8,3:1
- Moc maksymalna: 83 KM (61 kW) przy 4400 obr./min
- Maksymalny moment obrotowy: 175 Nm przy 1800 obr./min
- Prędkość maksymalna: 141 km/h

### Dane techniczne (R6 3.3)
- R6 3,3 l (3275 cm³), 2 zawory na cylinder, OHV
- Układ zasilania: gaźnik Carter 9510 D2DF-BA
- Średnica cylindra × skok tłoka: 93,50 mm × 79,50 mm
- Stopień sprężania: 8,3:1
- Moc maksymalna: 92 KM (68 kW) przy 4000 obr./min
- Maksymalny moment obrotowy: 209 Nm przy 2200 obr./min
- Prędkość maksymalna: 154 km/h